# Microsoft Tinker
Microsoft Tinker是一個由微軟發行的智力電子遊戲，其主要玩法是讓玩家控制一個小機器人，使它在每個關卡中突破各種障礙，到達終點處。它原始的發行日期為2008年9月23日，而被包含在Windows Vista的Windows Ultimate Extras中，共有60個關卡，其中的20個關卡為導覽關卡。另外，還有一個關卡編輯器供玩家下載，以讓玩家能夠自己創造關卡。
2009年12月15日，微軟發行了支援Games for Windows LIVE的擴充版，並放在其網站上供玩免費下載。這個版本不僅可以讓非旗艦版、沒有Windows Ultimate Extras的Windows Vista使用，更可以支援Windows XP。除此之外，這個版本中包括了導覽關卡在內共有160個關卡，並且可以讓玩家獲得價值200G的獎項，就像其它Xbox Live Arcade一樣。和所有支援Games for Windows LIVE的遊戲一樣，它仍然需要玩家註冊並登入Windows Live ID才能進行遊戲，不過原本包含在Windows Ultimate Extras的版本並沒有這項限制，且可以在電腦離線的狀況下進行遊戲。

## 玩法
Tinker是一個空間、環境性的智力遊戲。玩家必須要將機器人引導到每個關卡的終點處，而途中可能要移動障礙物、啟動或關閉開關等等。而整個遊戲的版面外觀是一個正方形，圖案則設計成和棋盤一樣黑白相間。而每個關卡中，機器人都會被限定移動的步數，其實也就是所謂的「能源」，因此玩家必須要想辦法使用最少的步數讓機器人達到終點，以免機器人在消耗完電源後失效，而得重新開始關卡。基本上，所有機器人做出的動作都會算是移動「一步」，並消耗一次能源，包括移動、啟動或關閉開關以及旋轉。因此，玩家必須要注意並仔細考慮好消耗最少步數的到達方法。不過，有些關卡中會有電池，一旦撿到它之後，機器人的能源就會恢復一定的量，以進行更多的移動。另外，每個關卡在結束後都會有一個成績的統計，共三個項目，「時間」、「剩餘步數」以及「撿取項目」。每個項目一旦達到遊戲的給的最低標準，就能夠獲得一顆星星，若三顆星星都拿到了，則在選擇關卡的頁面中就可以看到該關卡的旁邊有一顆星星，代表這個關卡獲得了最佳成績。
該遊戲中出現的物件如下：
- 電池

它能夠讓機器人恢復一定的電量，以進行更多的移動。電池可分為兩個大小，大的提供較多的電量，小的則反之。
- 齒輪

只要撿到該關卡中所有的齒輪和電池，就能夠獲得成績統計中「撿取項目」項目的星星，除此之外齒輪並沒有其它任何的用途。
- 終點

即每個關卡中機器人所要到達的目標。其外觀是一個正在旋轉、紅白相間的圓圈，看起來就像薄荷糖。如果終點被放在一個可被移動的物件的上方，則它就可以跟著那個物件一起被移動。但是，如果終點的上方有障礙物壓著，則機器人就不能進去，直到障礙物被移除為止。
- 開關

它們會有不同的顏色，包括手把開關，它需要靠機器人來操作；還有壓力開關，只要有任何物件或者是機器人本身壓在其上方，開關就會被啟動。而開關只會啟動和開關的顏色相對應的物件，例如紅色的開關可以引爆紅色的炸彈等。唯一的例外是灰色，灰色的物件會被設定為一直開著的狀態，而無法被任何的開關控制。開關可以開啟或關閉雷射槍、磁鐵、輸送帶以及障礙門，另外還可以引爆炸彈或旋轉鏡子的角度。
- 雷射槍

它在被開啟之後會射出一道直線的雷射光。這個雷射光可以摧毀機器人、電池或齒輪、冰塊、手把開關、磁鐵以及其它的雷射槍。如果有相對應的開關，則可以透過開關來開啟或關閉它。
- 靶子

它會有不同的顏色，其用途基本上和普通的開關是一樣的，只是啟動它的方法是要讓雷射光射中它。
- 鏡子

它可以使射中它的雷射光偏90度。如果有相對應的開關，則可以透過開關來旋轉其角度。
- 輸送帶

它可以輸送任何物件，包括機器人本身。只要機器人站到輸送帶上之後，機器人就只能旋轉而不能夠進行任何移動。但如果輸送帶的終點有物件擋著，那麼機器人就可以在到達物件前方後進行任何移動。如果有相對應的開關，則可以透過開關來開啟或關閉它。
- 灰色方塊和骰子都是可被機器人推動的物件，而唯一不同的性質只有外觀。如果有任何物件在其上方，則它們也可以隨著底層物件一起移動。
- 彩色方塊

它們有各種顏色和圖案，可以被機器人推動。它們可以被放在和圖案相對應的壓力開關上，以啟動相對應的物件。
- 鐵塊

它們不能被機器人推動，但是可以被磁鐵吸引進而移動。
- 冰塊

它和灰色方塊以及骰子的性質基本上完全相同，只是它會被炸彈和雷射光摧毀並融化。
- 磁鐵

它能夠吸引鐵塊。如果在一個鐵塊可被吸引的路徑上有兩個或以上的磁鐵時，只有靠近鐵塊最近的磁鐵會起作用。而如果在一個磁鐵可吸引的路徑上有兩個或以上的鐵塊時，只有靠近磁鐵最近的鐵塊會被吸引。如果有相對應的開關，則可以透過開關來開啟或關閉它。
- 障礙門

它的外觀像一個骨牌，而作用是擋住機器人，使機器人不能跨越它到達它的另一邊。如果有相對應的開關，則可以透過開關來開啟或關閉它。而如果它被開啟時障礙門上有物件壓著，則它就不會升起，直到物件被移除。
- 炸彈

它可以被機器人推動。一旦引爆，就可以摧毀旁邊的電池或齒輪、冰塊、手把開關、磁鐵、雷射槍、靶子以及鏡子。但是它卻不會摧毀普通方塊或機器人本身，它們只會被往後推一格。如果有相對應的開關，則可以透過開關來引爆它。另外幾個引爆炸彈的方式包括被雷射光射中、使機器人站在上方或引爆其旁邊的炸彈。
- 傳輸器

它的外觀是一個圓圈，上面標有數字。每對傳輸器會有兩個傳輸點，它能夠傳輸各種物件，包括機器人本身。被放在傳輸點上的物件會被移動到相對應數字的另一個傳輸點。如果相對應的傳輸點上已經有物件，則機器人站上去後會和該物件交換位置。
- 升降器

它的外觀像是一個鈕扣，可以移動任何物件，包括機器人本身往上一層或往下一層。只要有物件壓在其上方，升降器就會被啟動。如果物件壓在一個原本是降下來的升降器上，則升降器就會升起；如果物件壓在一個原本是升起來的升降器上，則升降器就會降下。
可被機器人移動的物件只能用推的，不能用拉的。而兩個或兩個以上的物件排列在一起時，無論它們是不是可以被移動的物件，都是不能被推動的。不過，一個可被移動的物件的上方若有其它物件，無論其可被移動性，都能隨著最底層的物件被移動而跟著移動（例如：若兩個骰子和一個鐵塊疊在一起，只要最底層的是骰子，這整疊物件都可以被移動）。以上不可移動的條件若玩家沒有遵守並嘗試移動，則會消耗掉機器人的一個能源。
機器人會在以下情況下失效或被摧毀：被雷射光射中、從三層或更高的地方掉落、被掉下來的物件壓到以及能源消耗殆盡。若在抵達終點的那個移動瞬間發生以上四種情況的前三種，則機器人無法過關，必須重新開始關卡。但若在抵達終點時剛好能源消耗完畢，仍然可以過關。

## 遊戲問題
在支援Games for Windows LIVE的版本中，玩家目前沒有辦法在第7大關的第19個關卡中拿到最佳標準星星，因為程式裡該關卡中「剩餘步數」的最低標準值被設定為-1。就因為如此，玩家沒有辦法解開「完美獎項」（Perfection Achieved），少了這個關卡的星星，玩家就只能拿獎項分數200分中的175分。

## 外部連結
- Microsoft Tinker玩法 （页面存档备份，存于）
- Microsoft Tinker - Play Your Game
- Tinker
- Fuel Games官方網站提供的關卡編輯器